# Хористи (фільм)
Хористи (фр. Les choristes) — французький кінофільм Крістофа Барратьє. Сценарій, який було виконано Барратьє та Філіппом Лопе-Кюрвалем є адаптацією фільму «Клітка для солов'їв» (фр. La Cage aux rossignols) 1945 року. Сюжет кінострічки розповідає про вихованців інтернату та їхнього вчителя Клемана Матьє.
У Франції фільм було вперше показано 17 березня 2004 року.

## У головних ролях
- Жерар Жюньо — Клеман Матьє;
- Франсуа Берлеан — місьє Рашен (директор інтернату);
- Кад Мерад — Клабер;
- Жан-Батіст Моньє — П'єр Моранж (Жак Перрен — Моранж у дорослому віці);
- Марі Бюнель — Віолетта Моранж (мати П'єра);
- Максанс Перрен — Пепіно